# Автошлях Т 0432
Автошля́х Т 0432 — автомобільний шлях територіального значення у Дніпропетровській області. Пролягає територією Нікопольського, Дніпровського, Криворізького та Кам'янського районів через Нікополь — Волю — Миколаївку — Малософіївку — Божедарівку. Загальна довжина — 104,2 км.

## Маршрут
Автошлях проходить через такі населені пункти:
| Автошлях Т 0432          |                    |
| Дніпропетровська область |                    |
| Нікопольський район      |                    |
| Нікополь                 | Н23                |
| Воля                     |                    |
| Таврійське               |                    |
| Голубівка                | Т 0435             |
| Дніпровський район       |                    |
| Ганно-Мусіївка           |                    |
| Криворізький район       |                    |
| Лошкарівка               |                    |
| Миколаївка               |                    |
| Петрівка                 |                    |
| Олександро-Білівка       |                    |
| Кам'янський район        |                    |
| Водяна Балка             |                    |
| Гуляйполе                |                    |
| Малософіївка             | Н11Т 0433          |
| Покровка                 |                    |
| Кудашівка                |                    |
| Зоря                     |                    |
| Божедарівка              | E50М30Т 0429Т 0433 |